# Johann Christoph Müller
Johann Christoph Müller (Wöhrd, 15 marzo 1673 – Vienna, 21 giugno 1721) è stato un cartografo e ingegnere tedesco che lavorò per l'amministrazione austriaca.

## Biografia
Johann Christoph Müller era figlio di Johann Müller, un insegnante della scuola di Wöhrd, un paese vicino a Norimberga, di cui è ora un quartiere, e Ursula Luft.
Suo fratello Johann Heinrich Müller (1671–1731) era astronomo.
Dal 1692 al 1696, Müller fu, come prima suo fratello, assistente di Georg Christoph Eimmart presso lo Nürnberger Sternwarte; fu poi inserito nell'amministrazione pubblica da Luigi Ferdinando Marsigli.
Questi aveva creato numerosi schizzi durante la guerra contro i Turchi in Europa orientale ed era alla ricerca di un collaboratore per redigere le carte geografiche. 
Dalla collaborazione tra Müller e Marsigli emerse la prima mappa ragionevolmente accurata dell'Ungheria.
Fino ad allora, il Danubio a est di Esztergom non era mai stato mostrato nelle mappe.
Anche le prime mappe accurate della Boemia e della Moravia sono state prodotte da Müller.
Nel 1703 Marsigli fu congedato con disonore dall'esercito.
Circa 300 carte geografiche furono redatte da Müller, che fu uno dei più importanti cartografi di Austria e Ungheria.
Johann Christoph Müller morì nel 1721 celibe e senza figli.